# 卡米洛·西恩富戈斯
卡米洛·西恩富戈斯·戈尔里亚兰（西班牙語：Camilo Cienfuegos Gorriarán，西班牙語發音：[kaˈmilo sjeɱˈfweɣoz ɣorjaˈɾan]；1932年2月6日—1959年10月28日），古巴革命家，古巴革命的重要人物之一。
他出生于哈瓦那。他的父亲是一个裁缝，在哈瓦那的一家小商店工作，推崇左翼信条。1956年，他与菲德尔·卡斯特罗、切·格瓦拉、拉米罗·巴尔德斯、胡安·阿尔梅达·博斯克、劳尔·卡斯特罗等人一起参加了格拉玛号远征，拉开了反对富尔亨西奥·巴蒂斯塔的独裁统治的革命战争的序幕。他是卡斯特罗领导的游击队中级别最高的几个指挥官之一。1958年12月30日，他率领的纵队在亚瓜哈伊战役中取得了关键性的胜利，并使他得到了“亚瓜哈伊的英雄”的美称。
1959年古巴革命胜利后不久，他被菲德尔·卡斯特罗任命为古巴军队总参谋长。同年10月28日晚，他乘坐的一架从卡马圭驶往哈瓦那的小型飞机在佛罗里达海峡上空失踪。他被推定已在事故中死亡。死后，他作为革命英雄继续受到古巴人民的推崇，有许多关于他的遗迹、纪念碑和纪念他的成就的年度活动。